# Australian Open 2021
Die 109. Australian Open fanden vom 8. bis 21. Februar 2021 in Melbourne, Australien, statt.
Titelverteidiger beim ersten Tennis-Grand-Slam-Turnier des Jahres 2021 waren im Einzel Novak Đoković bei den Herren sowie Sofia Kenin bei den Damen, Rajeev Ram und Joe Salisbury im Herrendoppel, Tímea Babos und Kristina Mladenovic im Damendoppel sowie Barbora Krejčíková und Nikola Mektić im Mixed.

## Besonderheiten aufgrund der Pandemie

### Austragungstermin
Das Turnier fand nicht wie sonst üblich ab der dritten Januarwoche statt, sondern wurde wegen der COVID-19-Pandemie um drei Wochen nach hinten in den Februar verschoben.

### Qualifikation
Auf Grund der anhaltenden Pandemie wurden die Qualifikationsrunden ausgelagert. Vom 10. bis 13. Januar 2021 fanden zeitgleich die der Frauen in Dubai (Vereinigte Arabische Emirate) und die der Männer in Doha (Katar) statt.

### Verschärfte COVID-19-Bedingungen für die Spieler
Für die Spieler und deren Betreuerteam sollten folgende Auflagen gelten:
- Maximal 1000 Personen (Spieler und Teams) waren erlaubt, was bedeutet, dass ein Spieler maximal zwei Teammitglieder mitbringen durfte.
- Die Spieler mussten am 15. oder 16. Januar 2021 in Australien einreisen.
- Die Spieler konnten mit einem Teammitglied fünf Stunden trainieren, aber für die restlichen 19 Stunden des Tages musste das Team im Hotel bleiben.
- Die Spieler mussten sechs negative COVID-19-Tests vorweisen, bevor es ihnen erlaubt wurde zu spielen, inklusive ein negativer Test vor der Ankunft in Australien.
- Sollte ein Test positiv ausfallen, konnte ein Spieler einen weiteren Test machen.
- Wenn ein Spieler vor Turnierbeginn positiv getestet wurde und er wegen der Regularien nicht teilnehmen konnte, bekam er 50 Prozent vom Preisgeld der ersten Runde.
- Der ATP Cup, zwei ATP-250-Turniere und zwei WTA-500-Turniere wurden in Melbourne vor den Australian Open ausgetragen.
- Ein WTA-250-Turnier fand während der zweiten Woche statt.
- Die Erstrundenverlierer im Einzel erhielten 100.000 Australische Dollar.

### Zwischenzeitlicher  Zuschauerausschluss
Ab dem 12. Februar, 23.59 Uhr, griff im Bundesstaat Victoria (zu dem Melbourne zählt) aufgrund eines Corona-Ausbruchs in einem Hotel nahe der Tennis-Arenen ein fünftägiger Lockdown. Zwar wurden die Australian Open mit eingeschränktem Personenkreis auf der Anlage fortgesetzt (Profisportler in Gruppe der "notwendigen Berufe"), jedoch wurden zwischen Samstag (13. Februar) und Mittwoch (17. Februar) keine Zuschauer zugelassen. Damit die anwesenden Zuschauer bis zum Inkrafttreten des Lockdowns rechtzeitig zu Hause sein konnten, wurde das am Freitagabend ausgetragene Spiel zwischen Novak Đoković und Taylor Fritz (3. Runde) im vierten Satz (7:6, 6:4, 3:6, 2:3) um 23.30 Uhr Ortszeit unterbrochen und die Zuschauer konnten die Rod-Laver-Arena verlassen. Nach einer mehrminütigen Unterbrechung wurde die Partie vor leeren Zuschauerrängen fortgesetzt.

## Absagen
Folgende Topspieler nahmen aus unterschiedlichen Gründen nicht an dem Turnier teil:
- Roger Federer, familiäre Gründe[5]
- Kiki Bertens, Fußverletzung[6]
- Madison Keys, positiv auf COVID-19 getestet[7]
- Amanda Anisimova, positiv auf COVID-19 getestet[8]
- Dajana Jastremska, von der ITF suspendiert[9]

## Herreneinzel
Setzliste
| Nr. | Spieler               | Erreichte Runde |
| --- | --------------------- | --------------- |
| 01. | Novak Đoković         | Sieg            |
| 02. | Rafael Nadal          | Viertelfinale   |
| 03. | Dominic Thiem         | Achtelfinale    |
| 04. | Daniil Medwedew       | Finale          |
| 05. | Stefanos Tsitsipas    | Halbfinale      |
| 06. | Alexander Zverev      | Viertelfinale   |
| 07. | Andrei Rubljow        | Viertelfinale   |
| 08. | Diego Schwartzman     | 3. Runde        |
| 09. | Matteo Berrettini     | Achtelfinale    |
| 10. | Gaël Monfils          | 1. Runde        |
| 11. | Denis Shapovalov      | 3. Runde        |
| 12. | Roberto Bautista Agut | 1. Runde        |
| 13. | David Goffin          | 1. Runde        |
| 14. | Milos Raonic          | Achtelfinale    |
| 15. | Pablo Carreño Busta   | 3. Runde        |
| 16. | Fabio Fognini         | Achtelfinale    |

| Nr. | Spieler               | Erreichte Runde |
| --- | --------------------- | --------------- |
| 17. | Stan Wawrinka         | 2. Runde        |
| 18. | Grigor Dimitrow       | Viertelfinale   |
| 19. | Karen Chatschanow     | 3. Runde        |
| 20. | Félix Auger-Aliassime | Achtelfinale    |
| 21. | Alex de Minaur        | 3. Runde        |
| 22. | Borna Ćorić           | 2. Runde        |
| 23. | Dušan Lajović         | Achtelfinale    |
| 24. | Casper Ruud           | Achtelfinale    |
| 25. | Benoît Paire          | 1. Runde        |
| 26. | Hubert Hurkacz        | 1. Runde        |
| 27. | Taylor Fritz          | 3. Runde        |
| 28. | Filip Krajinović      | 3. Runde        |
| 29. | Ugo Humbert           | 2. Runde        |
| 30. | Daniel Evans          | 1. Runde        |
| 31. | Lorenzo Sonego        | 2. Runde        |
| 32. | Adrian Mannarino      | 3. Runde        |

## Dameneinzel
Setzliste
| Nr. | Spielerin          | Erreichte Runde |
| --- | ------------------ | --------------- |
| 01. | Ashleigh Barty     | Viertelfinale   |
| 02. | Simona Halep       | Viertelfinale   |
| 03. | Naomi Ōsaka        | Sieg            |
| 04. | Sofia Kenin        | 2. Runde        |
| 05. | Elina Switolina    | Achtelfinale    |
| 06. | Karolína Plíšková  | 3. Runde        |
| 07. | Aryna Sabalenka    | Achtelfinale    |
| 08. | Bianca Andreescu   | 2. Runde        |
| 09. | Petra Kvitová      | 2. Runde        |
| 10. | Serena Williams    | Halbfinale      |
| 11. | Belinda Bencic     | 3. Runde        |
| 12. | Wiktoryja Asaranka | 1. Runde        |
| 13. | Johanna Konta      | 1. Runde        |
| 14. | Garbiñe Muguruza   | Achtelfinale    |
| 15. | Iga Świątek        | Achtelfinale    |
| 16. | Petra Martić       | 1. Runde        |

| Nr. | Spielerin              | Erreichte Runde |
| --- | ---------------------- | --------------- |
| 17. | Jelena Rybakina        | 2. Runde        |
| 18. | Elise Mertens          | Achtelfinale    |
| 19. | Markéta Vondroušová    | Achtelfinale    |
| 20. | Maria Sakkari          | 1. Runde        |
| 21. | Anett Kontaveit        | 3. Runde        |
| 22. | Jennifer Brady         | Finale          |
| 23. | Angelique Kerber       | 1. Runde        |
| 24. | Alison Riske           | 1. Runde        |
| 25. | Karolína Muchová       | Halbfinale      |
| 26. | Julija Putinzewa       | 3. Runde        |
| 27. | Ons Jabeur             | 3. Runde        |
| 28. | Donna Vekić            | Achtelfinale    |
| 29. | Jekaterina Alexandrowa | 3. Runde        |
| 30. | Wang Qiang             | 1. Runde        |
| 31. | Zhang Shuai            | 1. Runde        |
| 32. | Weronika Kudermetowa   | 3. Runde        |

## Herrendoppel
Setzliste
| Nr. | Paarung                             | Erreichte Runde |
| --- | ----------------------------------- | --------------- |
| 01. | Juan Sebastián Cabal Robert Farah   | 2. Runde        |
| 02. | Nikola Mektić Mate Pavić            | Halbfinale      |
| 03. | Marcel Granollers Horacio Zeballos  | 1. Runde        |
| 04. | Wesley Koolhof Łukasz Kubot         | Achtelfinale    |
| 05. | Rajeev Ram Joe Salisbury            | Finale          |
| 06. | Jamie Murray Bruno Soares           | Halbfinale      |
| 07. | Marcelo Melo Horia Tecău            | Achtelfinale    |
| 08. | Pierre-Hugues Herbert Nicolas Mahut | Viertelfinale   |

| Nr. | Paarung                               | Erreichte Runde |
| --- | ------------------------------------- | --------------- |
| 09. | Ivan Dodig Filip Polášek              | Sieg            |
| 10. | John Peers Michael Venus              | Achtelfinale    |
| 11. | Henri Kontinen Édouard Roger-Vasselin | 1. Runde        |
| 12. | Jérémy Chardy Fabrice Martin          | 1. Runde        |
| 13. | Robin Haase Oliver Marach             | 1. Runde        |
| 14. | Sander Gillé Joran Vliegen            | 1. Runde        |
| 15. | Max Purcell Luke Saville              | 2. Runde        |
| 16. | Ken Skupski Neal Skupski              | 2. Runde        |

## Damendoppel
Setzliste
| Nr. | Paarung                                  | Erreichte Runde |
| --- | ---------------------------------------- | --------------- |
| 01. | Hsieh Su-wei Barbora Strýcová            | 2. Runde        |
| 02. | Elise Mertens Aryna Sabalenka            | Sieg            |
| 03. | Barbora Krejčíková Kateřina Siniaková    | Finale          |
| 04. | Nicole Melichar Demi Schuurs             | Halbfinale      |
| 05. | Chan Hao-ching Latisha Chan              | 1. Runde        |
| 06. | Gabriela Dabrowski Bethanie Mattek-Sands | 2. Runde        |
| 07. | Shūko Aoyama Ena Shibahara               | Viertelfinale   |
| 08. | Duan Yingying Zheng Saisai               | 1. Runde        |

| Nr. | Paarung                              | Erreichte Runde |
| --- | ------------------------------------ | --------------- |
| 09. | Alexa Guarachi Desirae Krawczyk      | Achtelfinale    |
| 10. | Samantha Stosur Zhang Shuai          | 1. Runde        |
| 11. | Xu Yifan Yang Zhaoxuan               | 2. Runde        |
| 12. | Hayley Carter Luisa Stefani          | Achtelfinale    |
| 13. | Ljudmyla Kitschenok Jeļena Ostapenko | Achtelfinale    |
| 14. | Kirsten Flipkens Andreja Klepač      | 2. Runde        |
| 15. | Anna Blinkowa Weronika Kudermetowa   | 1. Runde        |
| 16. | Laura Siegemund Wera Swonarjowa      | Achtelfinale    |

## Mixed
Setzliste
| Nr. | Paarung                             | Erreichte Runde |
| --- | ----------------------------------- | --------------- |
| 01. | Barbora Strýcová Nikola Mektić      | 1. Runde        |
| 02. | Nicole Melichar Robert Farah        | Achtelfinale    |
| 03. | Gabriela Dabrowski Mate Pavić       | Viertelfinale   |
| 04. | Chan Hao-ching Juan Sebastián Cabal | 1. Runde        |

| Nr. | Paarung                       | Erreichte Runde |
| --- | ----------------------------- | --------------- |
| 05. | Demi Schuurs Wesley Koolhof   | 1. Runde        |
| 06. | Barbora Krejčíková Rajeev Ram | Sieg            |
| 07. | Latisha Chan Ivan Dodig       | 1. Runde        |
| 08. | Luisa Stefani Bruno Soares    | Achtelfinale    |

## Herreneinzel-Rollstuhl
Setzliste
| Nr. | Spieler           | Erreichte Runde |
| --- | ----------------- | --------------- |
| 01. | Shingo Kunieda    | Halbfinale      |
| 02. | Gustavo Fernández | 1. Runde        |

## Dameneinzel-Rollstuhl
Setzliste
| Nr. | Spielerin      | Erreichte Runde |
| --- | -------------- | --------------- |
| 01. | Diede de Groot | Sieg            |
| 02. | Yui Kamiji     | Finale          |

## Herrendoppel-Rollstuhl
Setzliste
| Nr. | Paarung                        | Erreichte Runde |
| --- | ------------------------------ | --------------- |
| 01. | Alfie Hewett Gordon Reid       | Sieg            |
| 02. | Stéphane Houdet Nicolas Peifer | Finale          |

## Damendoppel-Rollstuhl
Setzliste
| Nr. | Paarung                        | Erreichte Runde |
| --- | ------------------------------ | --------------- |
| 01. | Diede de Groot Aniek van Koot  | Sieg            |
| 02. | Kgothatso Montjane Lucy Shuker | Finale          |

## Quadeinzel
Setzliste
| Nr. | Spieler          | Erreichte Runde |
| --- | ---------------- | --------------- |
| 01. | Dylan Alcott     | Sieg            |
| 02. | Andrew Lapthorne | Halbfinale      |

## Quaddoppel
Setzliste
| Nr. | Paarung                       | Erreichte Runde |
| --- | ----------------------------- | --------------- |
| 01. | Dylan Alcott Heath Davidson   | Sieg            |
| 02. | Andrew Lapthorne David Wagner | Finale          |